# 君と夏が、鉄塔の上
『君と夏が、鉄塔の上』（きみとなつが、てっとうのうえ）は、賽助による日本の小説作品。文庫版のみ収録の書き下ろし「短編 まだ幽かな冬」も、本項で取り上げる。 

## 概要
「三人称（ゲーム実況グループ）」に所属する鉄塔の別名義、賽助によるジュブナイルファンタジー小説で、「はるなつふゆと七福神」に続く２作目が本作である。  
賽助が少年期を過ごした埼玉県さいたま市を舞台に設定、浦和の風景・風土に氏神や付喪神への畏敬の要素を織りまぜながら、主人公をはじめとした少年少女達のひと夏の関係性や心の成長を描く。 

## あらすじ
中学校最後の夏休み。登校日、鉄塔マニアの伊達成実に話しかけてきたのは破天荒で奇行が目立つクラスメイト、帆月蒼唯だった。「伊達くんってさ、鉄塔に詳しいんだよね？」彼女は京北線にある送電鉄塔のひとつ、94号鉄塔を気にしている様子なのだが、その理由はどうにもわからない。  
翌日伊達は、件の94号鉄塔に赴く。鉄塔の足元にある小さな公園には、同じくクラスメイトで”幽霊が見える”と噂される比奈山優の姿があった。 そこに現れる帆月。「男の子が座ってない？鉄塔の天辺の右側」 何も見えない二人は訝しむが、帆月に掴まれたまま見上げたことで状況は一変。三人は、94号鉄塔の天辺に佇む着物姿の男の子を、共に見ることとなる。  
次の日から、男の子の謎を解き明かす為の公園通いが始まった───。 

## 登場人物
伊達成実（だて なるみ）
本作の主人公。中学三年生。地理歴史部所属、鉄塔担当。
かなりの鉄塔マニアであり、送電鉄塔の種類はもちろんのこと、埼玉県を中心とした電力系統とその歴史に詳しい。 体格は小さく、眼鏡をかけており、勉強も運動も苦手。他者（特に女子）とのコミュニケーションも不得手で、関わること自体を面倒がるタイプ。木島をはじめとした地理歴史部の面々を除いては友人も少ないが、帆月や比奈山との関わりによって精神的に成長していく。
帆月蒼唯（ほづき あおい）
本作のヒロイン。伊達のクラスメイト。 奔放で快活な性格、運動神経も良く美人であるため男子生徒からはかなりモテるものの、進級以降に目立ち始めた奇行の数々により、男女問わず周囲から距離を置かれはじめている。神の眷属の存在を知覚し、対話することができる能力を持つ（力は、触れることで他者にも一時的に伝播させることができる）。
京北線94号鉄塔の上に佇み続ける着物の男の子を見たことから、送電鉄塔に詳しい伊達と、霊能力を持つと噂される比奈山を無理矢理巻き込む形で、その存在理由と全容の解明に迫っていく。
常に明るく振舞ってはいるが、「忘れ去られること」を畏れている。
比奈山優（ひなやま ゆう）
伊達のクラスメイト。隔世遺伝により、一代置きに霊が見える能力を発現する家系に産まれる。能力は中学二年の梅雨頃、祖母の死と入れ替わるように授業中に突如発現、それ以来友人と呼べる人間はいなくなり、不登校気味になっている。
学校が絡む人付き合いを極力避けており、頼まれごとにもまずは難色を示す態度を取る。しかし元々は人が好いためか、一度引き受けたことには次第に積極的に関わっていく面倒見の良さと責任感がある。常に冷静で頭がまわり、人物や物事に対する鋭い洞察力をもって伊達や帆月の行動を支えていく。
木島恵介（きじま けいすけ）
伊達の同学年で、地理歴史部部長。ビルやマンションといった大規模な建築現場を好む。また、街の現在を記録することに拘りを持ち、学校周辺の精巧な詳細地図を自ら作製していた。伊達とは小学校からの友人であり、学校外でも遊ぶほど仲がいい。建設中のロッテ浦和工場を眺めるため、度々伊達を沼影市民プールに誘う。
「じゃんけん大方必勝法」の考案者でもある。
柳原充（やなはら みつる）
伊達たちが「リバーサイド荒川」に赴いた際に出会った少年。木島の小学校時代の一年後輩で、現在は別の中学に通っている。工事現場マニアであり、竣工直前に工事が止まった「リバーサイド荒川」で幽霊騒ぎを起こしていた。
自身で名乗った時を除き、作中内では一貫して「ヤナハラミツル」と表記される。（伊達は表音しか知らないため）
財前明比古（ざいぜん あきひこ）
伊達が京北線93号鉄塔の下で度々出会う、不健康なほど白い肌で狐のように目が細い少年。93号鉄塔の建て替えと、その完成時期に興味を示す。初対面以前より伊達のことを知っており、同じ中学校の同学年ということではあるが、当の伊達は明比古の姿を学校で見かけたことはない。
村木
伊達の担任。地理歴史部の顧問だが、サッカー部との掛け持ち。地理歴史部の活動に顔を出すことは殆どないが、部長の木島に対し「後輩たちに何か遺せるものを作れ」という課題を与える。
着物姿の男の子
京北線94号鉄塔の天辺に座り続ける男の子。白地に青の格子柄の着物を着て、後頭部に兎の面を被っている。帆月にしか見えない。
兎の面の男たち
調神社の朱い拝殿に現れた男たち。兎の面を被り、紺の浴衣を纏う。身長・体格違いの数十人がおり、何らかの儀式を進めている。
狐の面の男
調神社の朱い拝殿に現れた男。狐の面を被り、白い浴衣を纏い、大麻（おおぬさ／大幣。お祓い棒のこと）を携えている。兎の面の男たちを統括する存在。

## 登場する施設
京北線94号鉄塔
埼玉県川越市の南川越変電所から埼玉県草加市と川口市の京北変電所を結ぶ送電線（京北線）を構成する、94番目の鉄塔。等辺山形鋼の料理長型女鉄塔で、色はグレー。
天辺に着物の男の子が座っていたことで、本作の物語は始まる。
松本二丁目第一公園
京北線94号鉄塔の足元にある、小さな公園。着物の男の子の正体を追う伊達たちの集合場所となっている。
さいたま市南区に実在する公園であり、2020年夏・本作のプロモーションにおいて、この公園で撮影されたブロマイド２枚が先着プレゼントされた。（未来屋書店ver.）
京北線93号鉄塔
荒川彩湖公園内に存在する京北線最後の原型鉄塔だったが、作中内で建て替えが進められていた。建て替え前はグレーのとんがり帽子型鉄塔、新しいものはコンクリート土台付き料理長型紅白鉄塔。
伊達が明比古に出会うのは、決まってこの93号鉄塔の下であった。
リバーサイド荒川
秋ヶ瀬橋から川下に少し下った辺りの、荒川を望む岸に建つ30階建て高層マンション。春先に開発業者が倒産、さらには建設会社の社長が逮捕されたため、竣工間近にして工事が中断している。現在は立ち入り禁止だが、幽霊が出ると噂の心霊スポットと化しており、肝試しに集まる者たちが時折訪れる。
沼影市民プール
さいたま市南区沼影にある、市営のプール施設。全長260mの流水プールや、スパイラルスライダーがある。
調神社
さいたま市浦和区岸町にある神社。「調宮（つきのみや）」とも呼ばれ、狛犬ではなく狛ウサギがある神社として知られる。
椚彦の社
松本二丁目第一公園の近くに建つ、小さな赤い社。
その昔、氾濫した荒川の流れから集落を守って倒れた椚の木に村人たちが感謝し、祀り建てた…という伝説が残る。

## 短編 まだ幽かな冬

### あらすじ
季節は流れて、秋も半ば。  
伊達に話しかけてきたのは、クラスメイトの三森麻美と小山由季だった。二人が言うには、比奈山優に"見て"もらいたい廃屋があるらしい。その取り次ぎを、比奈山と仲がいいとされる伊達に依頼してきたのだ。  
帆月の助言を経て、比奈山の元に向かう伊達。不承不承ではあるが、比奈山はその依頼を承諾。さっそくその日の放課後、伊達と比奈山、そして依頼者の「仲良し三人組」は廃屋前へと集合する。  
幽霊屋敷の中に入った、伊達と比奈山が見たものは───。 

### 登場人物
伊達成実
帆月蒼唯
比奈山優
柳原充
三森麻美（みつもり あさみ）
伊達のクラスメイト。陸上部所属。「仲良し三人組」のひとり。比奈山への頼みごとの取り次ぎを、伊達に依頼してくる。
小山由季（こやま ゆき）
伊達のクラスメイト。「仲良し三人組」のひとり。三森と共に、伊達の元に訪れる。
佐久間早紀（さくま さき）
三年４組の生徒。「仲良し三人組」のひとり。黒縁眼鏡をかけている。他の二人よりは気が弱い性格。
牧村将司（まきむら まさし）
三年４組。地理歴史部所属、廃墟担当。廃墟巡りが趣味で、工事現場好きの木島とは感性の相違という理由において意見が衝突している。ポケットのメモ帳には、独自に調べ上げた周辺地域の廃墟・廃屋情報がびっしり書き込まれているという研究熱心ぶり。
いつも寝不足で、目の下には隈がある。

## 公式プロモーション

### 2018年
1月12日　賽助 トーク会&サイン会（イオンレイクタウンkaze 1階 翼の広場）
5月26日　『君と夏が、鉄塔の上』文庫版 刊行記念サイン会&ミニトークショー（三省堂書店 名古屋本店）
8月22日　『君と夏が、鉄塔の上』文庫版発売記念イベント【トークショー&サイン本お渡し会】（イオンレイクタウンkaze 1階 光の広場）

### 2020年
1月下旬　ブロマイドつき文庫取り扱い（リブロ ララガーデン春日部店）
3月21日　サイン本取り扱い（紀伊國屋書店 梅田本店）
7月1日〜8月31日　『君と夏が鉄塔の上』読書感想文コンテスト実施
7月下旬〜8月上旬　『君と夏が鉄塔の上』文庫版コラボキャンペーン（未来屋書店・アシーネ／楽天ブックス／丸善 ほか）
9月上旬〜　賽助作家デビュー5周年記念×紀伊國屋書店コラボフェア

### 2023年
6月23日　文庫本をピクセル画カバー版にリニューアル。 一部店舗にて特典オリジナルポストカード配布キャンペーンを展開

### 2025年
6月20日　賽助デビュー10周年を記念して、直筆メッセージ＆サイン印刷ポストカード特典付き本を数量限定取り扱い（文教堂 赤羽店）

### Noteでの連載
2018年4月11日〜2018年7月4日（全85回）

## 書誌情報
- 単行本（ソフトカバー）：2016年7月14日発行、ディスカヴァー・トゥエンティワン刊、ISBN 978-4-7993-1926-0
- 単行本（Kindle版）：2016年7月14日発行、ディスカヴァー・トゥエンティワン刊、ASIN B01I9FDR7U
- 文庫本：2018年5月24日発行、ディスカヴァー・トゥエンティワン刊、ISBN 978-4-7993-2270-3
- 文庫本（Kindle版）：2018年5月24日発行、ディスカヴァー・トゥエンティワン刊、ASIN B07D8ND7FR
- 文庫本（新カバー版）：2023年6月23日発行、ディスカヴァー・トゥエンティワン刊、ISBN 978-4-7993-2270-3

## 音声配信版
- Audible版：2023年5月19日配信、Audible Studios、ASIN B0BSH16818　ナレーター：川島慶嗣
- オーディオブック版：2024年8月16日配信、ディスカヴァー・トゥエンティワン、ナレーター：VOICEPEAK男性3（柊一希）